# Jason Burnell
Jason Scott Burnell (Jacksonville (Florida), 15 de agosto de 1997) es un jugador de baloncesto estadounidense que pertenece a la plantilla del Pallacanestro Brescia de la Lega Basket Serie A. Mide 2,01 metros y juega en la posición de ala-pívot.

## Trayectoria deportiva
Jugó durante dos temporadas con Georgia Southern Eagles (2015-2016), una temporada en St. Petersburg College (2016-2017) y las últimas dos temporadas en Jacksonville State Gamecocks (2017-2019). Tras no ser drafteado en 2019, debutaría como profesional en Italia en las filas del Pallacanestro Cantù de la Lega Basket Serie A, en la que jugó durante 20 partidos promediando la cifra de 11.70 por encuentro durante en la temporada 2019-20, hasta el parón de la liga por el coronavirus.
El 20 de julio de 2022 fichó por el New Basket Brindisi de la Lega Basket Serie A.
El 17 de agosto de 2023 firmó contrato con el Pallacanestro Brescia, también de la Serie A italiana.